# Jugement de Pilate

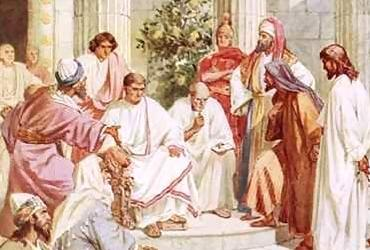
Jesus et Pilate par William Hole

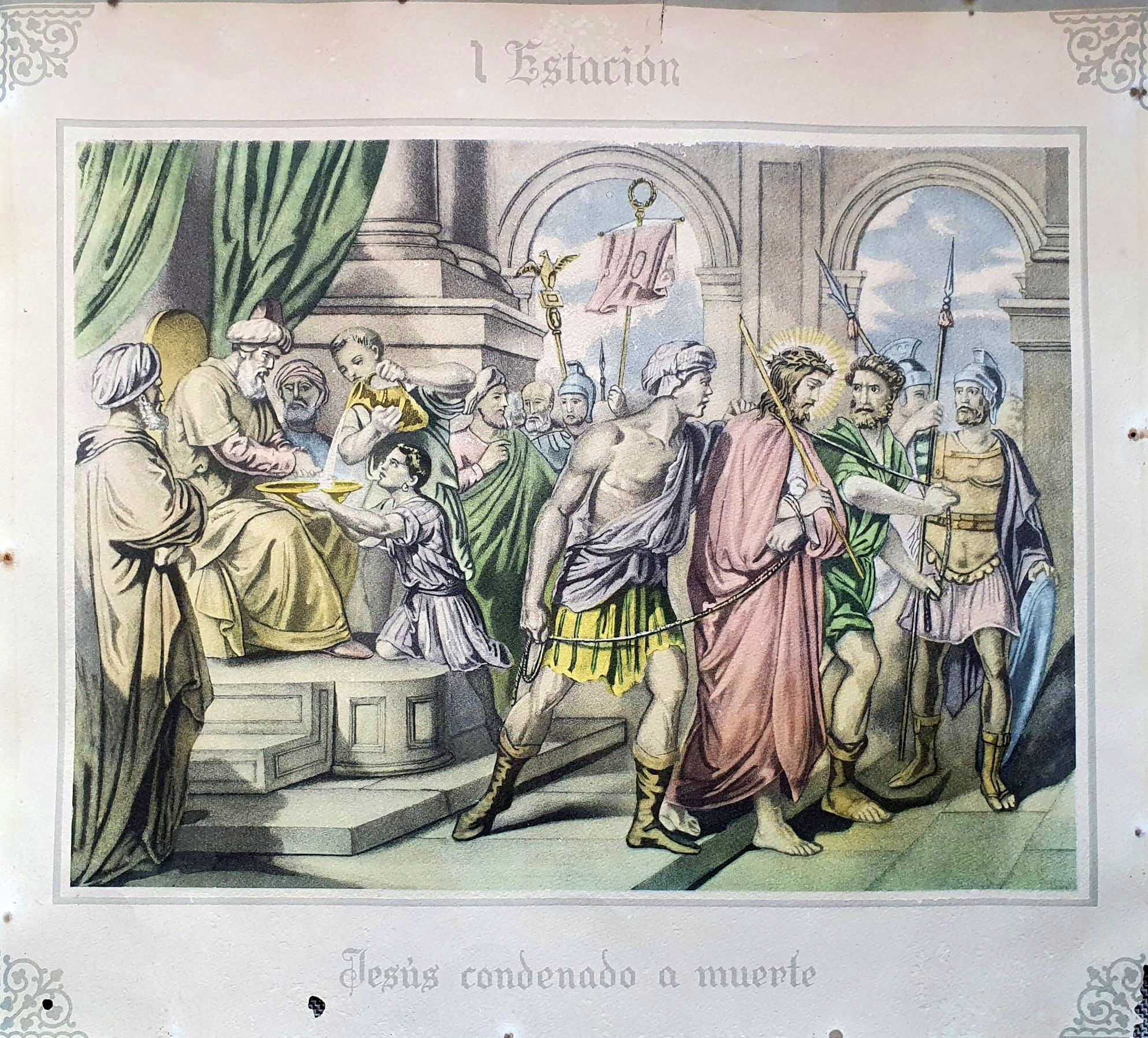
Jugement de Jésus. 1ère Station du Calvaire de l'Église de Nuestra Señora de la Asunción à Villamelendro de Valdavia

Dans les évangiles canoniques, le jugement de Pilate fait référence au procès de Jésus dans le christianisme au prétoire devant Ponce Pilate, précédé du Procès du Sanhédrin. Dans l'Évangile de Luc, Pilate constate que Jésus, étant de Galilée, appartenait à la juridiction d'Hérode Antipas, et il décide donc d'envoyer Jésus à Hérode. Après avoir interrogé Jésus et reçu très peu de réponses, Hérode voit Jésus comme s'il ne s'agissait pas d'une menace et le renvoie à Pilate.
Il a été noté que Pilate apparaît comme un avocat plaidant la cause de Jésus plutôt que comme un juge lors d'une audience officielle. Dans l'Évangile de Jean (18, 28–19, 13), son « va-et-vient », c'est-à-dire le mouvement de va-et-vient de Pilate de l'intérieur du prétoire à la cour extérieure, indique sa « position hésitante ».

Dans le tableau du Maître L.Cz de 1480, nous remarquons le geste d'apaisement de Pilate devant la foule surexcitée. Hans Holbein l'Ancien nous montre Pilate se lavant les mains lors de la décision prise de tuer Jésus, origine de l'expression "Je m'en lave les mains".

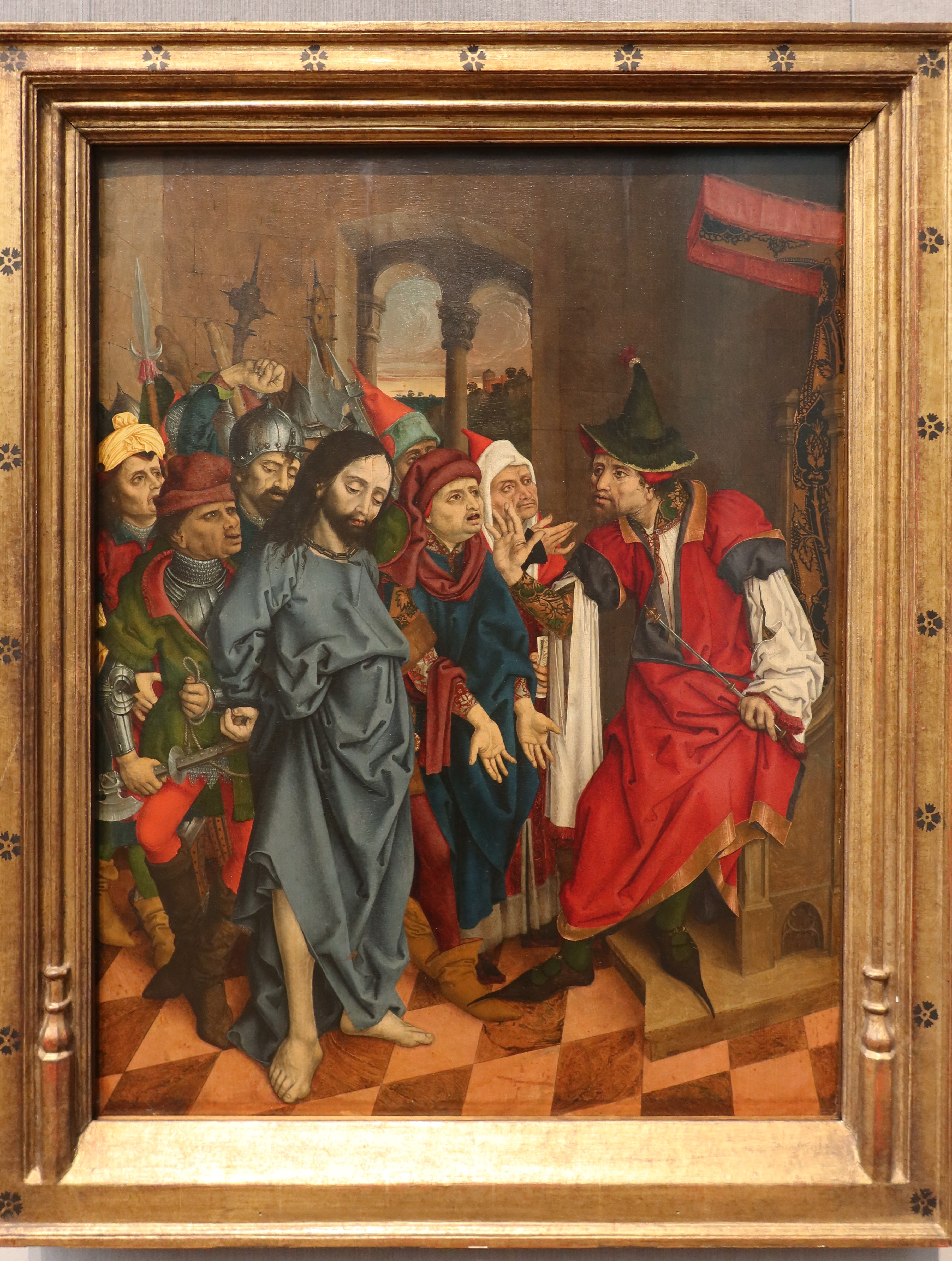
Le Maître L.Cz - 1480 - Le Christ chez Pilate
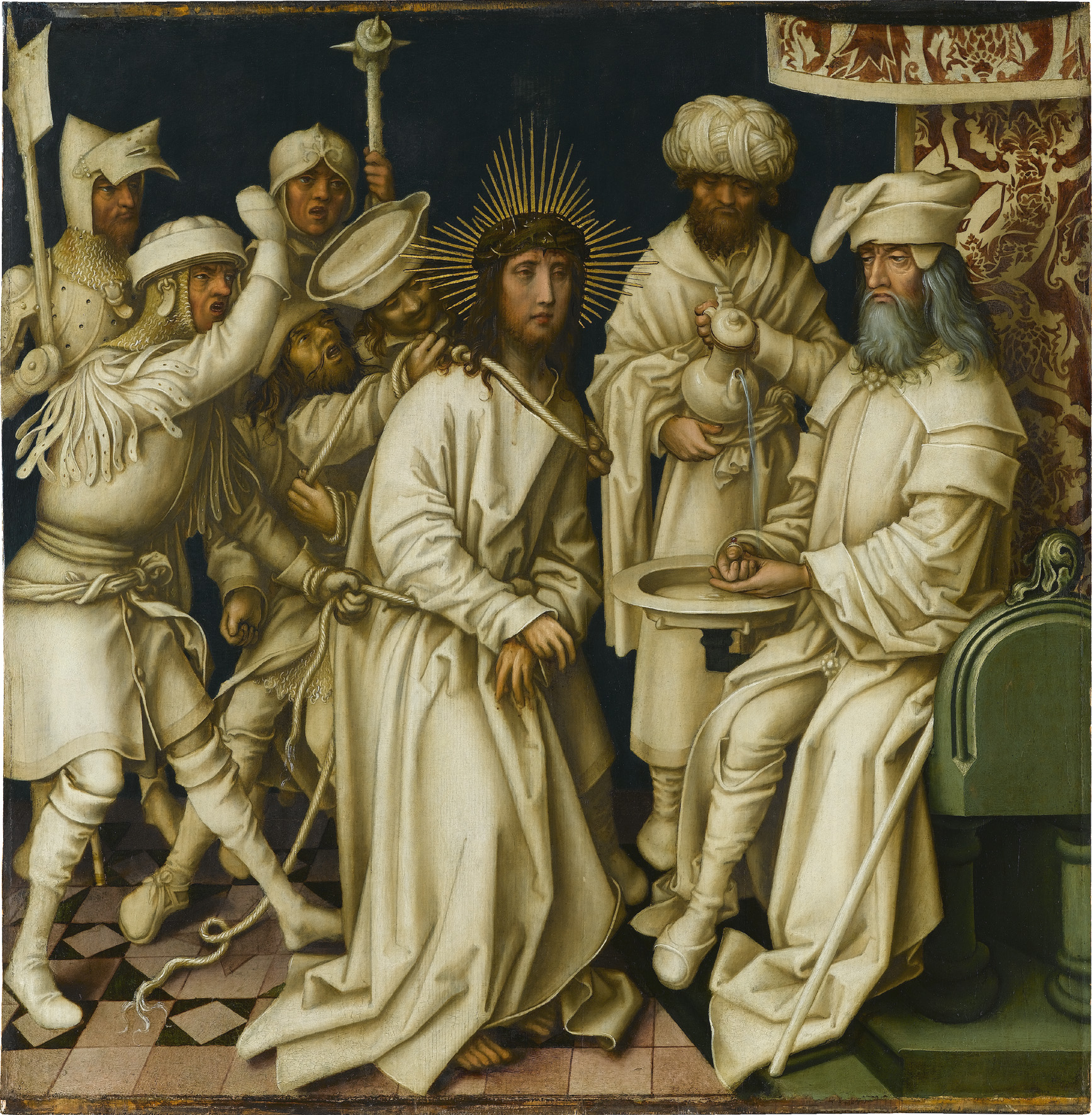
Hans Holbein l'Ancien - 1494-1500 - Le Christ devant Pilate